# The Wilde Flowers
The Wilde Flowers byla britská progresivní rocková skupina založená v roce 1963 v anglickém městě Canterbury. V různých obdobích ve skupině hráli: Hugh Hopper (baskytara), Robert Wyatt (bicí, zpěv), Kevin Ayers (zpěv), Graham Flight (zpěv), Richard Sinclair (kytara, zpěv), Pye Hastings (kytara, zpěv), Dave Sinclair (klávesy), Richard Coughlan (bicí) a Brian Hopper (kytara, altsaxofon). Je označována jako první skupina Canterburské scény. V době své existence skupina nevydala žádnou nahrávku, jediné album složené z archivních nahrávek vyšlo až v roce 1994.